# Kenny Hulshof

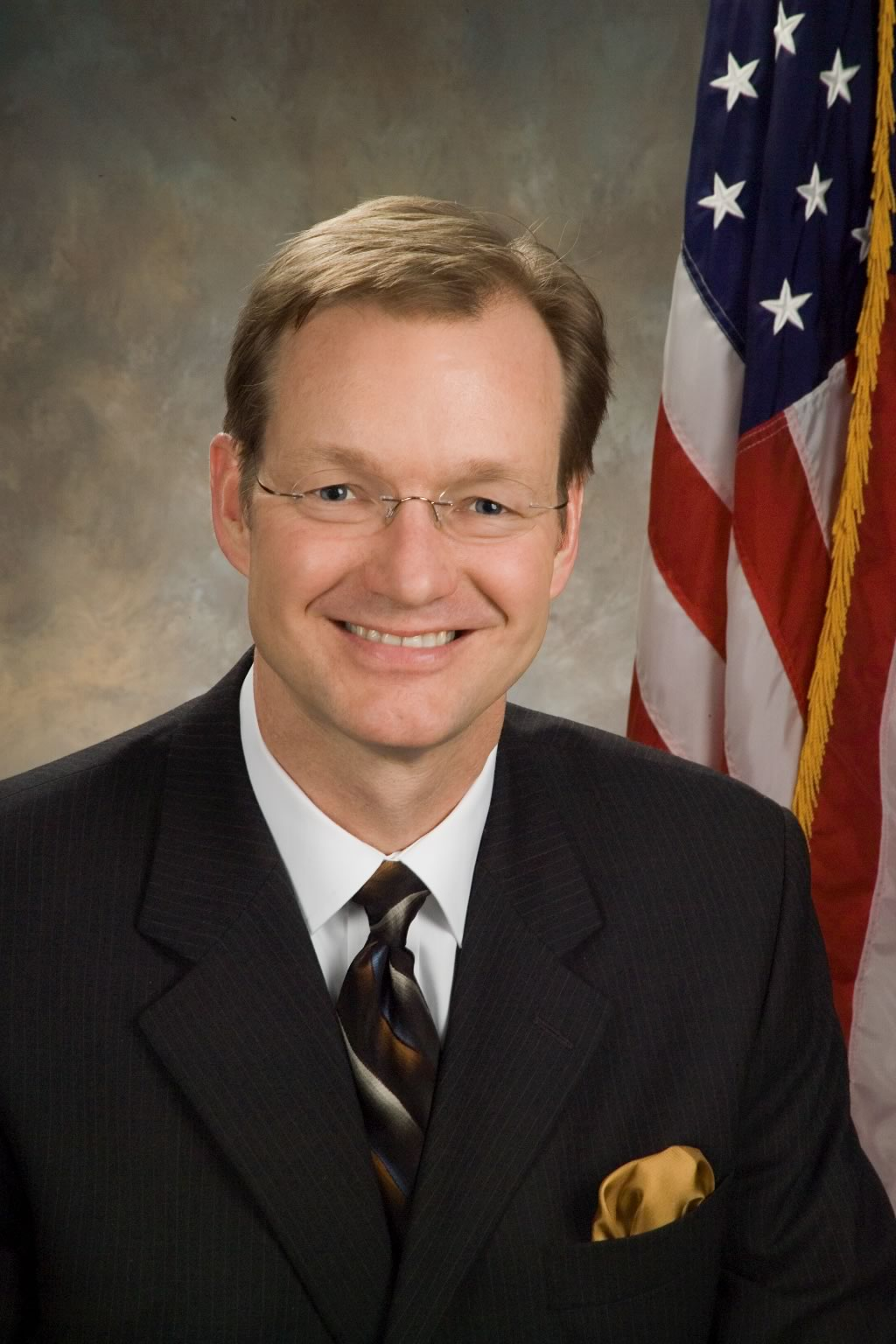
Kenny Hulshof

Kenneth C. „Kenny“ Hulshof (* 22. Mai 1958 in Sikeston, Missouri) ist ein US-amerikanischer Politiker. Zwischen 1997 und 2009 vertrat er den Bundesstaat Missouri im US-Repräsentantenhaus.

## Werdegang
Kenny Hulshof besuchte die Thomas W. Kelly High School in Benton und studierte danach bis 1980 an der University of Missouri. Nach einem anschließenden Jurastudium an der University of Mississippi und seiner 1983 erfolgten Zulassung als Rechtsanwalt begann er als Jurist zu arbeiten. Von 1983 bis 1986 war Hulshof Pflichtverteidiger; zwischen 1986 und 1989 fungierte er als Staatsanwalt in Cape Girardeau. Von 1989 bis 1996 war er stellvertretender Attorney General von Missouri.
Politisch schloss sich Hulshof der Republikanischen Partei an. Bei den Kongresswahlen des Jahres 1996 wurde er im neunten Wahlbezirk von Missouri in das US-Repräsentantenhaus in Washington, D.C. gewählt, wo er am 3. Januar 1997 die Nachfolge von Harold Volkmer antrat. Nach fünf Wiederwahlen konnte er bis zum 3. Januar 2009 sechs Legislaturperioden im Kongress absolvieren. In seine Zeit als Kongressabgeordneter fielen die Terroranschläge am 11. September 2001, der Irakkrieg und der Militäreinsatz in Afghanistan. Hulshof war zeitweise Mitglied im Committee on Ways and Means und in zwei von dessen Unterausschüssen.
Im Jahr 2008 verzichtete Hulshof auf eine erneute Kongresskandidatur. Stattdessen bewarb er sich um das Amt des Gouverneurs von Missouri, unterlag aber deutlich mit 40:58 Prozent der Stimmen dem Demokraten Jay Nixon. Zwischenzeitlich geriet Hulshof in die Schlagzeilen, als sich herausstellte, dass er in einem seiner Verfahren als Staatsanwalt Beweismaterial zurückhielt. Dadurch wurde ein Unschuldiger zu 60 Jahren Gefängnis verurteilt. Nach 14 Jahren kam die Wahrheit ans Licht und Hulshof wurde vom Berufungsrichter, der den Freispruch verkündete, wegen seines damaligen Verhaltens kritisiert.